# Наконечний Анатолій Гаврилович
 Наконечний Анатолій Гаврилович  (1915–1945) — гвардії майор, учасник німецько-радянської і радянсько-японської війни, Герой Радянського Союзу (1945). почесний громадянин міста Ладижина.

## Біографія
Анатолій Наконечний народився 6 червня 1915 року уродженець села Носівці Гайсинського повіту Подільської губернії Російської імперії потім після Жовтневої революції став Ситковецьким районом (1920—1959) (нині — Гайсинський район Вінницької області). Після закінчення Білоцерківського сільськогосподарського інституту працював агрономом на цукрозаводі. У січні 1941 а Наконечний був покликаний на службу в Червону Армію. З липня 1943 року — на фронтах Німецько-радянської війни. Член КПРС з 1943 року.
Брав участь в боях радянсько-японської війни, будучи начальником штабу 212-го гвардійського гаубичного артилерійського полку 8-ї гвардійської гаубичної артилерійської бригади 3-ї гвардійської артилерійської дивізії 5-го артилерійського корпусу прориву 39-й армії Забайкальського фронту. 14 серпня 1945 рік а Наконечний в складі розвідгрупи наткнувся на великі японські сили і організував кругову оборону. У бою він отримав важке поранення, але продовжував битися. Помер від отриманих поранень в той же день. Первинне місце поховання Маньчжурія, станція Дебоси, в Китаї, пізніше перепохований в Читі.
Указом Президії Верховної Ради СРСР від 8 вересня 1945 року за «зразкове виконання бойових завдань командування на фронті боротьби з японськими мілітаристами і проявлені при цьому мужність і героїзм» гвардії майор Анатолій Наконечний посмертно був удостоєний високого звання Героя Радянського Союзу i орденом Леніна,а також раніше орденами Вітчизняної війни 1-го ступеня та Червоної Зірки.
На честь Наконечного названі вулиці в Ладижині, і Тростянці.

## Документи
- Інформація з наказу про виключення зі списків (рос.). Меморіал (банк даних).
- Інформація з донесення про безповоротні втрати (рос.). Меморіал (банк даних). Процитовано (с. Косовцы опечатка, читати с.Носовцы).
- Іменний список. Маньчжурія, ст. Дебоси, коорд. X-50710, Y-74350 (рос.). Меморіал (банк даних).
- Іменний список Читинська обл., м. Чита (рос.). Меморіал (банк даних).